# Howard Martin Temin
Howard Martin Temin (Filadélfia, 10 de dezembro de 1934 — Madison, 9 de fevereiro de 1994) foi um geneticista e virologista estadunidense.
Foi agraciado com o Nobel de Fisiologia ou Medicina de 1975, com David Baltimore e o italiano Renato Dulbecco, por suas descobertas relativas à interação entre viroses de tumores e material genético celular.

## Carreira e pesquisa
A primeira exposição de Temin à ciência experimental foi durante seu tempo no Instituto de Tecnologia da Califórnia como aluno de graduação no laboratório do professor Renato Dulbecco. Temin originalmente estudou embriologia na Caltech, mas depois de cerca de um ano e meio, ele mudou para virologia animal. Ele ficou interessado no laboratório de Dulbecco depois de um encontro casual com Harry Rubin, um pós-doutorado no laboratório de Dulbecco. No laboratório, Temin estudou o vírus do sarcoma de Rous, um vírus causador de tumores que infecta galinhas. Durante sua pesquisa sobre o vírus, ele observou que mutações no vírus produziam alterações nas características estruturais da célula infectada - portanto, ocorria a integração ao genoma da célula. Como parte de sua tese de doutorado, Temin afirmou que o vírus do sarcoma de Rous tem "algum tipo de relação próxima com o genoma da célula infectada". Após receber seu doutorado, Temin continuou a trabalhar no laboratório de Dulbecco como um pós-doutorado.
Em 1960, o Laboratório McArdle de Pesquisa do Câncer da Universidade de Wisconsin-Madison recrutou Temin como virologista ; posição que tinha sido difícil de preencher porque, na época, a virologia não era considerada pertinente à pesquisa do câncer. Mesmo que Temin soubesse que seria completamente independente em Madison, devido à falta de pesquisas envolvendo virologia e oncologia juntas, Temin afirmou que ele era "extremamente autoconfiante". Quando chegou pela primeira vez a Madison em 1960, ele encontrou um laboratório despreparado no porão de um prédio decadente com um escritório que poderia ser considerado um armário. Até que um laboratório mais adequado pudesse ser preparado, ele continuou sua pesquisa com RSV no laboratório de um amigo na Universidade de Illinois. Mais tarde naquele ano, ele voltou para Madison, continuou sua pesquisa de RSV em seu próprio laboratório e começou sua posição como professor assistente.
Enquanto estudava o vírus do sarcoma de Rous na UW-Madison, Temin começou a se referir ao material genético que o vírus introduzia nas células, o "provírus". Usando o antibiótico actinomicina D, que inibe a expressão de DNA, ele determinou que o provírus era DNA ou estava localizado no DNA da célula. Esses resultados implicaram que o vírus infectante do sarcoma de Rous estava de alguma forma gerando DNA de fita dupla complementar. A descrição de Temin de como os vírus tumorais agem no material genético da célula por meio da transcrição reversa foi revolucionária. Isso perturbou a crença amplamente difundida na época de uma versão popularizada do "Dogma Central" de biologia molecular postulada pelo ganhador do Nobel Francis Crick, um dos co-descobridores da estrutura do DNA (junto com James Watson e Rosalind Franklin). Crick afirmou apenas que a informação da sequência não pode fluir da proteína para o DNA ou RNA, mas foi comumente interpretado como dizendo que a informação flui exclusivamente do DNA para o RNA e para a proteína. Muitos cientistas altamente respeitados desconsideraram seu trabalho e o declararam impossível. Apesar da falta de apoio da comunidade científica, Temin continuou em busca de evidências para apoiar sua ideia. Em 1969, Temin e um pós-doutorado, Satoshi Mizutani, começaram a pesquisar a enzima responsável pelo fenômeno de transferência do RNA viral para o DNA proviral. Mais tarde naquele ano, Temin mostrou que certos vírus tumorais carregavam a capacidade enzimática de reverter o fluxo de informações do RNA de volta ao DNA usando a transcriptase reversa. A transcriptase reversa também foi descoberta de forma independente e simultânea em associação com o vírus da leucemia murina por David Baltimore no Instituto de Tecnologia de Massachusetts. Em 1975, Baltimore e Temin compartilharam o Prêmio Nobel de Fisiologia ou Medicina. Ambos os cientistas completaram seu trabalho inicial com DNA polimerase dependente de RNA com o vírus do sarcoma de Rous .
A descoberta da transcriptase reversa é um dos mais importantes da era moderna do medicamento, como a transcriptase inversa é o centro de enzima em várias doenças virais generalizadas, tais como SIDA e da hepatite B. A transcriptase reversa também é um componente importante de várias técnicas importantes em biologia molecular, como a reação em cadeia da polimerase por transcrição reversa e a medicina diagnóstica.